# Mia Campo Bagatin
Mia Campo Bagatin (Forno di Zoldo, 26 settembre 1995) è una hockeista su ghiaccio italiana, attaccante dello Zoldo e dell'Italia.

## Carriera

### Club
Nata in Germania, cresciuta in val di Zoldo e formatasi sportivamente nelle giovanili dell'Alleghe, nel 2010 ha esordito giovanissima nel massimo campionato femminile, con la maglia dell'Agordo, con cui ha giocato fino al termine della stagione 2012-2013. Durante quest'ultima stagione aveva giocato in EWHL con la maglia delle EV Bozen Eagles.
Nella stagione successiva è passata alle Lakers, anche in questo caso disputando un incontro di EWHL con le Eagles, figurando quindi nella squadra che vinse quel titolo.
Nelle due stagioni successive ha invece giocato con le bolzanine sia in campionato (entrambi vinti) che in EWHL.
Tra il 2016 e il 2019 fu tesserata con le Alleghe Hockey Girls, con cui vinse il terzo titolo italiano personale nel 2018-2019. Dopo lo scioglimento della squadra alleghese nell'estate del 2019, è passata al Dobbiaco femminile, con cui è giunta per tre volte consecutive (2020-2021, 2021-2022 e 2022-2023) in finale scudetto, senza però riuscire a vincere il titolo. A partire dal 2021 è tornata anche a disputare incontri in EWHL con la maglia delle Eagles.
Dalla stagione 2023-2024 gioca per lo Zoldo femminile, squadra che ha esordito nel Trofeo Dolomiti nel settembre 2023, continuando a disputare la EWHL con la compagine bolzanina.

### Nazionale
Già nel 2011 Mia Campo Bagatin è entrata nel giro della nazionale.
Con la selezione Under-18 ha preso parte a due edizioni delle qualificazioni ai mondiali di prima divisione di categoria.
Con la nazionale maggiore ha disputato dieci edizioni dei mondiali (due di seconda divisione gruppo A, sette di prima divisione gruppo B e uno di prima divisione gruppo A) e due tornei di qualificazione olimpica.

## Palmarès
- Campionato italiano femminile: 3

EV Bozen Eagles: 2014-2015, 2015-2016
Alleghe Girls: 2018-2019
- EWHL: 1

EV Bozen Eagles: 2013-2014